# 서브 팝

서브 팝(Sub Pop)은 미국 워싱턴주 시애틀에 있는 음반사이다. 1990년대 초반의 그런지 붐을 이끈 레이블 중 하나이다. 그 후에도 많은 밴드를 배출하고 2011년 기준으로는 미국을 대표하는 얼터너티브 록 레이블 중 하나이다.